# نظام حتمي (رياضيات)
يعرف النظام الحتمي في الرياضيات: على أنه نظام لا يتضمن أي عشوائية في تطور حالة النظام مع الزمن. وعليه فإن النماذج الحتمية تنتج خروجاً مماثلاً من أجل حالة دخول متماثلة.

## أمثلة لنظام حتمي

### المثال الاول:
```
الدالة
 س= 5 ص +3 ع
```

في هذا المثال إذا تمكنا من معرفة قيمة ص وع (7 و 11 مثلا) فاننا سوف نعرف اذن وبدرجة تأكد 100% ان س تساوي 68.

### مثال آخر:
لنفترض أن هناك نظام مرتبط بالعالم الخارجي من خلال قناتي ارتباط أو أكثر، سيعتبر هذا النظام نظاماً حتمياً في حال أنه يتفاعل دائماً بشكل متماثل تبعاً لترتيب (الترتيب الزمني للأحداث) الحاصلة على قنوات دخول النظام.
ومن أجل التعامل بهذه الطريقة فإنه يجب أن تكون جميع الأحداث مرتبة ومنظمة قبل البدء بمعالجتها حتى وصولها قناة الخروج.
بشكل مقابل في الأنظمة الغير حتمية، فإنه مهما كان ترتيب أحداث الدخول فإنه ليس من الممكن التنبؤ بأحداث الخروج.

## مثال على نظام غير حتمي
عند دحرجة حجر نرد سداسي الأوجه توجد احتمالية 1\6 للحصول على أحد الأرقام {1,2,3,4,5,6} و ولهذا هذا النظام غير حتمي